# Talang Kelapa
Talang Kelapa is een bestuurslaag in het regentschap Palembang van de provincie Zuid-Sumatra, Indonesië. Talang Kelapa telt 33.063 inwoners (volkstelling 2010).